# Siata 208

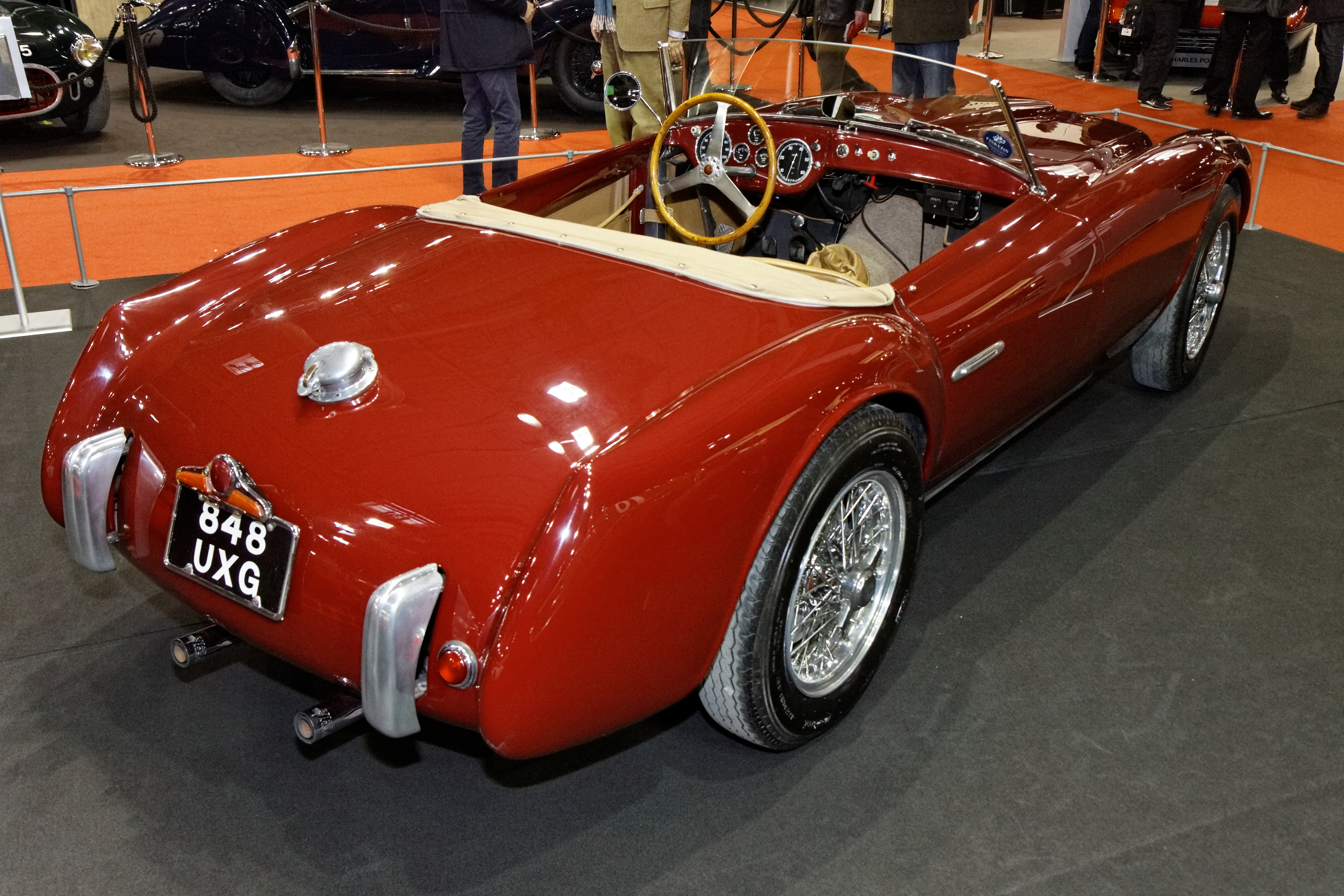
SIATA 208 Sport Spider (Motto) (vue 3/4 arrière)

La SIATA 208 Sport est un modèle de voiture grand tourisme coupé et spider deux places fabriqué par le constructeur italien SIATA de 1952 à 1955.

## Histoire
Le constructeur italien SIATA présente au Salon de l'automobile de Paris à l'automne 1952 la SIATA 208S Coupé Bertone que certains ont d'ailleurs pas hésité à baptiser berline car c'est l'unique modèle de la marque à offrir 4 vraies places dans une voiture luxueusement aménagée. Au Salon de New-York, en avril 1953, SIATA présente sa 208S Coupé ainsi que la version spider. Ces modèles spécifiques conçus entièrement par le bureau d'études SIATA, contrairement aux habitudes de la marque, ont bénéficié d'un accord conclu avec le géant FIAT qui confiait à SIATA le développement du châssis tubulaire de la FIAT 8V sur lequel sera monté le moteur FIAT type 104, 8 cylindres en V de 1.996 cm3 développant 140 Ch. FIAT n'avait pas l'intention de commercialiser à grande échelle le modèle et décida de proposer des châssis nus à faire habiller par les meilleurs carrossiers italiens.
SIATA qui fabriquait les châssis pour le compte de FIAT en profita par se faire livrer des châssis qu'il va habiller et lancer la SIATA 208 Sport d'abord en version Coupé, grâce à Bertone, puis le spider, signé par Michelotti. Les carrosseries de la 208S spider sont fabriquées par la Carrozzeria Motto. C'est une coutume, en Italie, de compléter le nom du modèle par celui du carrossier. C'est ainsi que les Coupés sont appelés 208S Coupé Bertone, Balbo ou Pininfarina et les barquettes, 208S Spider Motto ou Pininfarina (1 seul ex). 56 exemplaires ont été fabriqués entre 1953 et 1955 dont 19 Coupés et 37 Spiders, commercialisés essentiellement aux États-Unis (25 sur les 37 exemplaires produits) au prix de 5.300 US dollars de l'époque. La production du modèle s'est arrêtée en raison de l'arrêt de la fabrication des moteurs FIAT V8.
La voiture a connu un grand succès après ses engagements remarqués aux Mille Miglia, à la Targa Florio, en SCCA aux USA pilotées par Ernie Mc Affee ou Otto Luton à Sebring, Watkins Glen, Santa Barbara,Torrey Pines et même à la Carrera Panamericana et au Tour de France 1953.
La voiture a acquis une très forte renommée lorsque le pilote et acteur Steve McQueen a acheté le modèle portant le numéro de châssis BS.523 à l'importateur SIATA de Los Angeles, Ernie McCaffe, au milieu des années 1950. McQueen aurait grimé la voiture avec les emblèmes Ferrari et qualifié sa voiture de "Little Ferrari".

## SIATA 208 Spider aux USA
Dès son lancement, la production très réduite de cette automobile a été quasiment toute exportée aux Etats-Unis (25 sur 37 unités fabriquées), dont la demande était très forte après la "publicité" engendrée par les reportages réalisés sur Steve McQueen et sa "little Ferrari". 
La version SIATA 208 Spider, dont le constructeur britannique AC Cars s'est plus qu'inspiré pour réaliser son modèle Ace a également été importée dans le pays. Une rumeur a circulé que c'est à la suite d'un accident qu'un des clients voulut faire réparer sa SIATA 208 que l'importateur ne pouvant pas remplacer le moteur d'origine, proposa d'installer un moteur Chevrolet, Ford ou Buick. Ce qui peut être vérifié c'est que certains exemplaires de collection mis en vente ces dernières années sont effectivement équipés de ces moteurs et non pas de l'original V8 FIAT. Une analyse plus approfondie aurait aussi démontré que ces voitures n'avaient pas un vrai châssis tubulaire SIATA mais un châssis AC Ace. Personne n'a encore pu prouver que l'importateur américain ou quiconque avait maquillé des AC Ace en SIATA 208.

## Valeur actuelle
- La SIATA 208S BS 509 de 1953 (moteur d'origine BS 073) a été vendue aux enchères Bonhams de Quail Lodge 2015 pour un montants de 1 072 500 US$[2].
- Une SIATA 208S BS 523 a été adjugée plus de 2 millions de US dollars le 10 décembre 2015 lors d'une vente aux enchères RM Sotheby's à New York[3].
- La SIATA 208 S Spider BS 514 a été vendue 1 567 500 US$ lors de la vente aux enchères de Pebble Beach 2011 par Gooding & Company[2].